# Royal Society of Chemistry
(Motto della Royal Society of Chemistry)

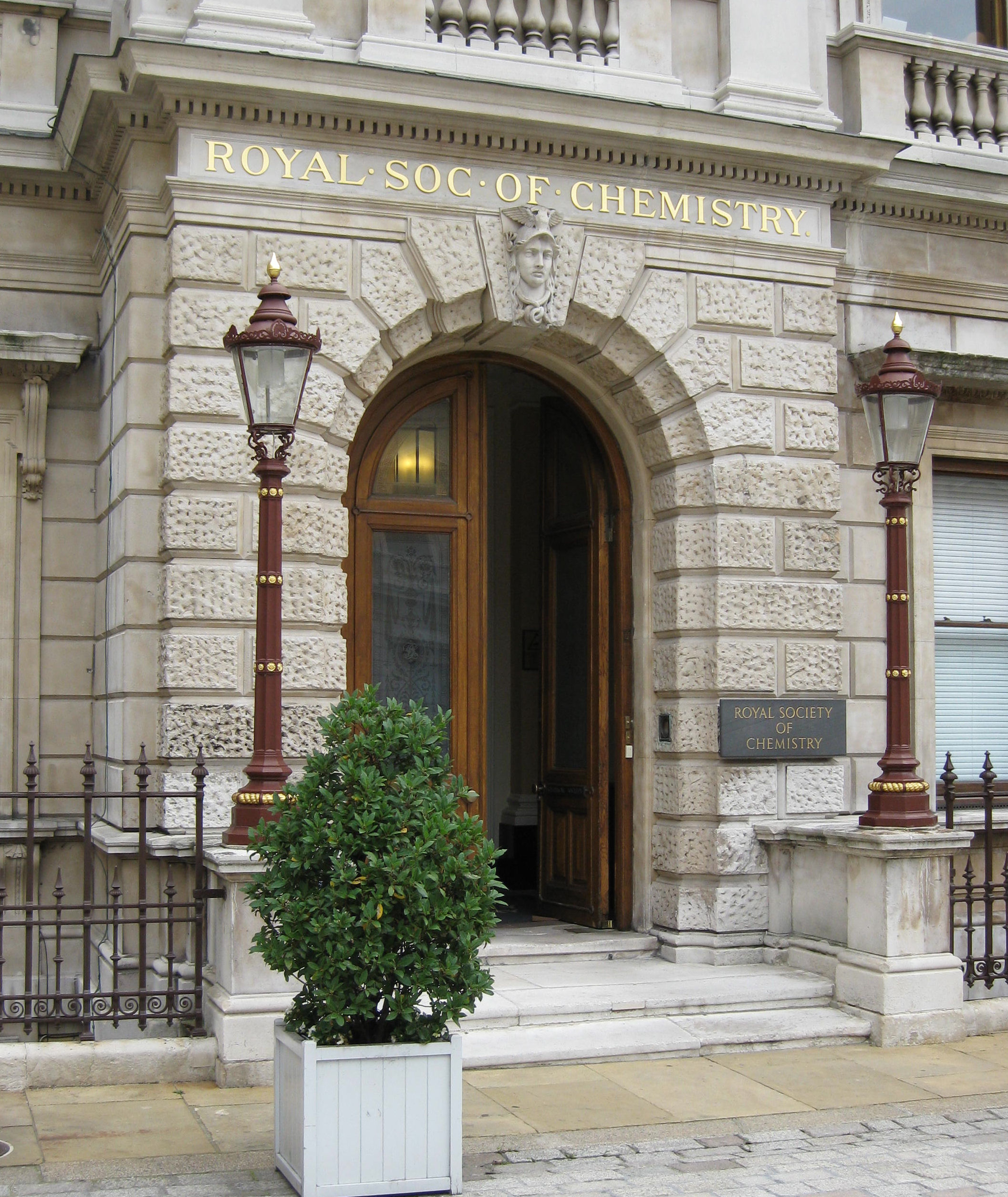
Sede della Royal Society of Chemistry a Londra

Stemma della Royal Society of Chemistry a Londra

La Royal Society of Chemistry (RSC) è una società scientifica e associazione professionale del Regno Unito che si prefigge lo scopo dell'"avanzamento delle scienze chimiche". È stata istituita nel 1980 dalla fusione della Chemical Society, del Royal Institute of Chemistry, della Faraday Society e della  Society for Analytical Chemistry. Alla sua nascita aderironono alla RSC in 34.000 nel Regno Unito e in 8.000 all'estero.  La sede si trova a Burlington House su Piccadilly a Londra. Possiede degli uffici anche a Cambridge, dove ha sede l'editoria della RSC. Inoltre ha altri uffici negli Stati Uniti all'University City Science Center di Filadelfia e a Pechino in Cina.
L'organizzazione svolge ricerche, pubblica riviste accademiche, libri e database, così come ospita conferenze e seminari. Inoltre assegna annualmente alcuni riconoscimenti, tra i quali il Tilden Prize, ai ricercatori che si sono distinti nell'ambito della chimica.

## Presidenti
- 1980–1982: Ewart Jones
- 1982–1984: John Cadogan
- 1984–1986: Richard Norman
- 1986–1988: Jack Lewis
- 1988–1990: John Mason Ward
- 1990–1992: Rex Richards
- 1992–1994: Charles Rees
- 1994–1996: John Howard Purnell
- 1996–1998: Edward William Abel
- 1998–2000: Anthony Ledwith
- 2000–2002: Steven Ley
- 2002–2004: Harold Kroto
- 2004–2006: Simon Campbell
- 2006–2008: James Feast
- 2008–2010: David Garner
- 2010–2012: David Phillips
- 2012–2014: Lesley Yellowlees
- 2014–2016: Dominic Tildesley
- 2016–2018: John Holman
- 2018–: Carol Vivien Robinson

## Divisioni e forum
La società è organizzata in 5 divisioni e 4 forum, basati su aree tematiche e sezioni locali, sia nel Regno Unito che all'estero. Divisioni e forum coprono ampie aree della chimica ma contengono anche molti gruppi di interesse speciale per aree più specifiche.
- Analytical Division per la chimica analitica e per promuovere gli scopi originari della Society for Analytical Chemistry. 12 gruppi tematici.
- Dalton Division, prende nome da John Dalton, per la chimica inorganica. 6 gruppi tematici.
- Education Division per l'insegnamento della chimica. 4 gruppi tematici.
- Faraday Division, prende nome da Michael Faraday, per la chimica fisica e per promuovere gli scopi originari della Faraday Society. 14 gruppi tematici.
- Organic Division per la chimica organica. 6 gruppi tematici.
- Chemical Biology Forum per la biochimica. 2 gruppi tematici.
- Environment, Sustainability and Energy Forum (Ambiente, Sostenibilità ed Energia). 3 gruppi tematici.
- Materials Chemistry Forum per la chimica dei materiali. 4 gruppi tematici.
- Industry and technology Forum (Industria e tecnologia). 13 gruppi tematici.

12 gruppi tematici non sono legati ad alcuna divisione o forum.

## Riviste accademiche
Segue un elenco delle riviste accademiche pubblicate dalla Royal Society of Chemistry.
- Analyst
- Analytical Methods
- Annual Reports Section A
- Annual Reports Section B
- Annual Reports Section C
- Catalysis Science & Technology
- Chemical Communications
- Chemical Science
- Chemical Society Reviews
- Chemistry Education Research and Practice
- CrystEngComm
- Dalton Transactions
- Energy & Environmental Science
- Faraday Discussions
- Food & Function
- Green Chemistry
- Integrative Biology
- Journal of Analytical Atomic Spectrometry
- Journal of Environmental Monitoring
- Journal of Materials Chemistry
- Lab on a Chip
- MedChemComm
- Metallomics
- Molecular BioSystems
- Nanoscale
- Natural Product Reports
- New Journal of Chemistry
- Organic & Biomolecular Chemistry
- Photochemical & Photobiological Sciences
- Physical Chemistry Chemical Physics
- Polymer Chemistry
- Soft Matter